# Benjamin Barber
Benjamin R. Barber (ur. 2 sierpnia 1939 w Nowym Jorku, zm. 24 kwietnia 2017 tamże) – amerykański filozof polityczny i politolog.

## Życie i działalność
Po uzyskaniu certyfikatów w London School of Economics (1957) i Albert Schweitzer College w Szwajcarii (1959) Barber kształcił się w Grinnell College gdzie w 1960 roku uzyskał licencjat i na Uniwersytecie Harvarda, gdzie w latach 1963 i 1966 otrzymał odpowiednio magisterium i (na wydziale polityki rządowej) doktorat. Był wykładowcą akademickim i doradcą różnych polityków z Ameryki i z całego świata – między innymi Billa Clintona i Howarda Deana (dla którego był doradcą do spraw polityki zagranicznej podczas przegranej kampanii w 2004 roku). Pracował na stanowisku profesora na University of Maryland, College Park School of Public Policy. Był też prezesem i dyrektorem międzynarodowej organizacji NGO CivWorld (oraz corocznego Dnia Współzależności).
Wieczorowo, w ramach dodatkowego zajęcia, był piosenkarzem, aktorem i magikiem.

## Poglądy i publikacje
Jako teoretyk polityki Barber był propagatorem ponownego skupienia się na społecznościach obywatelskich i obywatelstwie zaangażowanym jako na narzędziach budowania efektywnej demokracji, szczególnie w świecie po Zimnej wojnie.
Znany najlepiej prawdopodobnie dzięki wydanej w 1996 roku książce Dżihad kontra McŚwiat, która stanowi rozwinięcie artykułu jaki ukazał się w 1992 roku w Atlantic Monthly. W publikacji tej Barber przedstawia teorię, która opisuje walkę pomiędzy „McŚwiatem” (przez który rozumie globalizację i kontrolę procesów politycznych przez świat korporacji) i „Dżihad” (przez który rozumie tradycję i tradycyjne wartości często przybierające formę ekstremalnego nacjonalizmu lub religijnej ortodoksji i teokracji). Podobne podejście zaprezentował Thomas Friedman, w swojej książce z 1999 roku The Lexus and the Olive Tree (Lexus i drzewo oliwne), w której wskazał on na to, że na świecie zabiega się obecnie o dwie sprawy: dobrobyt i rozwój ekonomiczny czego symbolem może być Lexus oraz pożądanie zachowania tożsamości i tradycji czego symbolem może być drzewo oliwne.
Książka Dżihad kontra McŚwiat zawiera podstawową krytykę neoliberalizmu, którą można dostrzec w jego wcześniejszej popularyzatorskiej publikacji Strong Democracy. Jako że liberalizm ekonomiczny (nie należy go mylić z liberalizmem politycznym) stanowi siłę, która stoi za globalizacją krytyka taka ma odniesienie do znacznie szerszej skali. Siły rynkowe uwolnione od nadrzędnych regulacji napotykają prowincjonalne (plemienne) siły. Te plemienne siły mają różnorodne postacie: religijne, kulturalne, etniczne, regionalne, lokalne itd. Jako że globalizacja narzuca populacjom swoją własną kulturę to siły plemienne czują się zagrożone i reagują. Kryzys jaki następuje na skutek takiej konfrontacji ma dla elementów plemiennych charakter nie tyle ekonomiczny co sakralny stąd też Barber użył terminu „Dżihad” (jednak w drugiej edycji tej książki wyraził swój żal, że użył akurat tego terminu). Prognoza przedstawiona w książce Barbera ma charakter ogólnie negatywny – konkluzja jaka z niej płynie jest taka, że ani świat globalnych korporacji ani tradycyjne kultury nie wspierają demokracji. Dalej Barber wskazuje, że McŚwiat może ostatecznie wygrać w trwającej walce. Jako budzącą nadzieję alternatywę dla tych dwóch sił proponuje model dla małych, lokalnych, demokratycznych instytucji i zaangażowanie obywatelskie.
Książka Skonsumowani przedstawiła także ludzi jako bezwolne marionetki kupujące niepotrzebne towary. Barber ratunek widzi w stworzeniu ponadnarodowych organizacji jako przeciwwagi nadmiernie rozwijającemu się rynkowi. Autor Skonsumowanych uważa, że etos protestancki, który zdaniem Maxa Webera był od XVI wieku istotną częścią nowego wówczas systemu gospodarczego – kapitalizmu (zob. Etyka protestancka a duch kapitalizmu) — został zastąpiony etosem infantylizacji, w którym istotne są nie praca na rzecz społeczeństwa, solidność i inne cnoty, a niepohamowana konsumpcja .

## Tłumaczenia prac na j. polski
- Dżihad kontra McŚwiat, przeł. Hanna Jankowska, Muza, Warszawa 1997, seria Spectrum (Jihad vs. McWorld: How Globalism and Tribalism Are Reshaping the World 1996).
- Imperium strachu. Wojna, terroryzm i demokracja, przeł. Hanna Jankowska, Muza, Warszawa 2005, seria Spectrum (Fear's Empire: War, Terrorism, and Democracy 2003).
- Skonsumowani, przeł. Hanna Jankowska, Muza, Warszawa 2008, seria Spectrum (Consumed: How Markets Corrupt Children, Infantilize Adults, and Swallow Citizens Whole 2007)
- Gdyby burmistrzowie rządzili światem. Dysfunkcyjne kraje, rozkwitające miasta, przeł. Hanna Jankowska i Katarzyna Makaruk, 2014, Warszawskie Wydawnictwo Literackie MUZA SA, Warszawa (If Mayors Ruled the World. Dysfunctional Nations, Rising Cities 2013)